# 楊光 (1926年)
楊光，大紫荊勳賢（1926年—2015年5月16日），籍貫廣東惠陽，是香港左派工會香港工會聯合會（工聯會）的前領導人，先後任理事長和會長。在香港回歸後於2001年獲香港特別行政區政府頒授大紫荊勳章，表揚其為勞工界的貢獻。楊光在1967年六七暴動期間擔任左派勢力的領導角色，組織及策劃一連串包括暗殺和放置炸彈的恐怖活動，電台播音員林彬被人燒死一事更被懷疑與其有關。
香港日治時期，楊光工作於當年香港最大的香港海軍船塢工會。1962年，楊光由工聯會副理事長正式擔任理事長，及後在1980年接任會長位置，直至1988年方由李澤添繼任。1975年至1988年期間，楊光自張振南以後，成為第二名擔任港區全國人大代表的工聯會理事長，此後更三次連任。他亦是香港特別行政區第一屆政府推選委員會之委員，以勞工界身份成為400名推選委員之一。楊光亦曾任第7屆全國政協委員。

## 加入電車工會
楊光於1948年加入電車公司工作，1954年起擔任左派工會「香港電車職工會」副主席，反對外籍經理莊士頓開除工人，而楊光本人亦於1954年7月1日，與左派電車工會主席陳耀材等31人遭電車公司解僱。1960年代曾參與「港九車床打磨職工會」。

## 六七暴動

### 領導鬥委會發起暴動
1967年5月16日，香港親共人士宣佈成立港九各界同胞反對港英迫害鬥爭委員會（簡稱「各界鬥委會」）由工聯會理事長楊光出任主任，楊光在鬥委會成立典禮上稱「鬥爭形勢好得很、動作要快，來一次強而有力的反擊。」鬥委會隨即以「反英抗暴」為口號，聯合各親共團體數百人，手持《毛主席語錄》前往港督府（今禮賓府）示威遊行，並在港督府門外張貼大字報。港督府一度成為集體抗議示威的主要目標。港府重申要維持法律秩序，限制到港督府請願人數，抗議行動於是轉到中環花園道和皇后像廣場一帶。港九各地陸續有集會和示威，參加者除工人外，亦有學生及其他群眾，期間拱北行政府新聞處舊址（今長江集團大樓）播放歐西流行曲去鎮壓示威者。雖然集會及罷工的響應者逐漸減少，但在6月起便有幹部策劃在北角使用炸彈襲擊電車。縱使7月起的集會人數及騷亂規模大為減小，楊光領導的鬥委會卻轉移發動連串炸彈襲擊，1967年5月至12月間在香港各區街頭有8,074件疑似爆炸品被放置或投擲，當中有1,167枚真炸彈，炸彈擺放的位置不止於政府機構，尚有電車站、碼頭、兒童遊樂場、戲院、郵局及銀行等，導致香港警察及多名無辜市民死傷。

### 林彬譴責楊光及鬥委會後遇害
1967年六七暴動期間，商業電台節目主持人林彬在廣播節目中多次批評以鬥委會為首的左派擾亂香港社會秩序，諷刺左派發動罷工、罷課及罷市失敗，更多次譴責鬥委會核心領導人楊光。鬥委會在7月將騷亂升級為土製炸彈襲擊浪潮，在香港各區街頭、政府設施、車站及渡輪碼頭放置炸彈及疑似爆炸品，嚴重影響市民的正常生活和人身安全，並造成多宗人命傷亡。8月20日，暴徒在北角清華街放置的炸彈炸死一對年幼姊弟，林彬在電台節目《欲罷不能》斥責左派份子的恐怖主義行為，諷刺左派「無恥無良、低能邋遢、下流賤格」。另一方面，一直支持暴動及讚揚暴徒發動炸彈襲擊的左派報紙《大公報》在清華街慘案發生後並沒有報導有兩名兒童被炸死的消息，卻在其港聞版揚言左派即將對林彬採取行動。
1967年8月24日早上8時許，林彬偕堂弟駕着藍色福士私家車於何文田窩打老道山文福道嘉鳴閣住所附近，被偽裝成修路工人的兇徒攔截。兇徒向車上潑以電油縱火，林彬滾出車後再被淋電油，臉部燒焦，頭髮燒光。他在救護車一度甦醒，並向妻子大喊：「左仔害死我咯！」結果林彬與其同車的堂弟林光海被燒死。事發當天「地下鋤奸突擊隊」司令部發表公告，指事件是「向林逆作出民族紀律的處分，嚴厲懲罰，以示儆戒」。《大公報》在他遇害翌日以「地下突擊隊鋤奸　敗類林彬受重傷」為題，譴責他為「對於愛國同胞極盡污辱誣蔑之能事」、對殖民地政府「認賊作父」。該報又稱呼林彬為「林逆」，細數其「罪狀」，「此人一向在反華宣傳中充當爛頭蟀角色......他天天叫囂，用盡無恥無良低能辣撻下流賤格的語言，把祖國的革命群眾稱為暴民。」林彬被殺後，左派稱林彬為「民族敗類，港英走狗」；謀殺是「執行民族紀律」，並聲稱仍會繼續「制裁其他敗類」。事件中無人被捕，至今仍為懸案。雖然未有證據證實楊光直接指使謀殺林彬，但由鬥委會成員羅孚出任總編輯的左派報紙《新晚報》（《大公報》屬下媒體），卻於林彬遇害當日的中午即刊登「地下鋤奸突擊隊」為名的左派組織為燒殺林彬承認責任，所以社會一般認為左派組織「鬥委會」及其負責人楊光，需要為連串炸彈襲擊造成的死傷及林彬被殺害的事件負責。

### 關於楊光領導角色的議論
2015年5月楊光逝世，曾任第四至十屆中華人民共和國全國人大會議香港特區代表、香港培僑中學校長、六七暴動期間是鬥委會成員的吳康民，2015年5月在《明報》撰文表示，六七暴動時，楊光的角色「...『一切聽指揮』，自己並無決策權。事無大小，都得聽香港新華社的。而且事實上鬥委成立不久，楊光就已成港英當局監視以至追捕對象。他率眾到總督府示威以後，就只能躲進中國銀行大廈頂樓，作為『寓公』達數月之久。」至於當時的暴力行動，包括「放真假炸彈，以至炸死北角無辜小童，暗殺林彬」，吳康民指出：「都不是楊光作出的決定。也許執行者是某些工聯會的屬員，但指揮行動的都另有其人。楊光當時只是一面空頭旗幟，甚至可說是個傀儡，並未參與實際工作。」對於楊光個人的評價，吳康民認為他「...是一個平和但缺乏主見的人，因為他聽話，所以才能擔任這個『反英抗暴」的『旗手』。」此外，吳康民認為楊光為人「...一生淡泊自持，絕對不是一個『工人貴族』，是真正的無產階級......由於他平實、聽話，為工人階級所接受。但又因他『文化不高，缺乏辯才』，所以也不算是一位出色的工會領袖。」
對於楊光被指只是香港新華社的傀儡及受後者指使發起六七暴動，而當時的新華社香港分社是由社長梁威林、副社長祁烽所領導。六七暴動期間出任新華社香港分社社長的梁威林早於1996年接受訪問時，曾經否認自己為了避免被召回國批鬥而刻意在香港發起左派暴動，以表達對文革的支持。梁威林辯稱六七暴動是工人的自發抗爭，中國國內對香港抗爭活動的支援是在中國中央政府授意下進行，梁又稱時任中國總理周恩來也曾經支持這場打倒大英帝國及顛覆香港政府的暴動，直至北京發生火燒英國代辦處，弄出外交風波後才改變態度，對於放置炸彈等行為，梁威林承認是受到文革武鬥的影響，梁認為廣大香港同胞都是愛國的，至於運動中出現的問題，應由中共中央香港工作委員會負責。

## 獲特區政府頒授大紫荊勳章爭議
2001年，董建華領導的香港特別行政區政府當局向六七暴動領袖楊光，頒發最高榮譽的大紫荊勳章，引起極大爭議，時任特首董建華在事件後曾表示，讚揚楊光對勞工界的貢獻，故頒授勳章給他作為肯定，但迴避了楊光在六七暴動中的角色及其所領導的鬥委會的種種暴行，這個極受爭議的部分。於1967年沙頭角槍戰中殉職的警目馮燕平兒子馮金堂，就楊光受勳一事，怒斥特區政府冷酷。暴動期間石寶德勳爵訪港時，因協助移除炸彈而遭到炸傷的警務督察周湛樵表示，楊光在暴動期間可能對他的所屬機構有貢獻，但楊光對香港政府作出何種貢獻就不知道了。
當時曾經入獄的左派人士翟暖暉指出，政府以「工運」作為頒獎予楊光的理據，劉千石及李卓人亦有從事工運，如果劉、李不能得到勳章，那麼楊光獲獎便是明顯存在政治因素。

## 死去
2015年5月16日凌晨2時40分，楊光在沙田威爾斯親王醫院病逝，享年89歲，工聯會對楊光離世感到哀痛。署理行政長官、政務司司長林鄭月娥代表香港特別行政區政府指楊光「多年來積極參與香港工運，對勞工福利有突出建樹。他長期為廣大基層服務，貢獻良多」，但迴避至少有7名無辜市民遭楊光領導的鬥委會發動的炸彈恐怖襲擊炸死的暴行，特區政府對楊光的死如喪孝妣受到批評。
6月13日楊光在紅磡世界殯儀館設靈，工聯會的悼詞中以「光叔」稱呼楊光，讚揚他「想工人群眾所想，急工人群眾所急」，除領導多場工運及關心工人福利外，在1960年代初香港水荒時，更聯合香港中華總商會向粵政府求助，爭取由東江水輸港，指「經周恩來總理特批和內地政府、民眾的大力支持下」，工程於1965年峻工，並且「解決香港生存危機」，可是這宣稱卻被指是顛倒史實，因為香港政府和廣東省政府早在1960年已達成協議購買東江水，1964年4月兩地政府簽訂香港每年購買150億加侖淡水的協議，雖然東深供水工程在1965年完工，但1966年中國發生文化大革命，對香港的供水也受到影響，香港政府在六七暴動期間的1967年5月23日曾經因為降雨不足向中國當局提出增購供水，卻一直不獲回覆，港府決定限制供水，左派團體卻把食水作為鬥爭的武器，左派工會會所故意將食水水喉接駁到污水渠蓄意虛耗食水，水務局須要採取行動截斷蓄意浪費食水的左派工會水錶，支持鬥委會發起六七暴動的《大公報》宣稱弄得香港要限制供水是「鬥爭的勝利」及「港英刁難居民」，後來因為颱風「愛莉斯」及「姫蒂」為香港帶來豐裕降雨，港府宣布在8月23日恢復全日供水，廣東省政府則要到中華人民共和國國慶日才恢復正常供水到香港。在楊光設靈的世界殯儀館外，有示威者擺放寫有「大紫荊殺人魔頭楊光」及「菠蘿狂徒殺人犯楊光」輓帶的花圈，隨即被現場人員撕掉字條後棄置，也有人手持六七暴動期間被左派暴徒活活燒死的林彬肖像，又展示「六七暴動元兇，楊光死有餘辜」的標語，批評特首梁振英及政務司長林鄭月娥為殺害無辜市民及導致警察枉死的炸彈狂徒楊光出任治喪委員會主席。
6月14日楊光出殯，有市民帶同標語和「菠蘿」到世界殯儀館外示威，「菠蘿」放在寫有「同胞勿近」的紙皮箱上，諷刺工聯會於六七暴動時期成立鬥委會進行恐怖活動，在香港各區街頭隨處放置又稱「土製菠蘿」的土製炸彈，連累不少無辜市民被炸死。有受訪市民批評楊光領導的鬥委會在1967年策動炸彈襲擊，是六七暴動連串恐怖襲擊的殺人犯，他的死不值得政府官員高度讚揚，也不是對香港有重大貢獻。

## 外部連接
- 豈能啞忍，《工盟團結報》第54期
- 羅孚：董建華授勳楊光是何用意？ （页面存档备份，存于），《大紀元時報》
- 張文光：楊光應放棄大紫荊，《明報》，06-07-2001
- TVB新聞透視20011018楊光獲勳[永久]

## 外部連結
- 六七暴動Wiki - 楊光